# Будніков Анатолій Миколайович
Анато́лій Микола́йович Бу́дніков (15 грудня 1960, Велика Мечетня, УРСР — 18 лютого 2015, Дебальцеве, Україна) — сержант Збройних сил України, кавалер ордена «За мужність» III ступеня.

## Життєпис
Анатолій Будніков народився у селі Велика Мечетня, що на Миколаївщині. 1977 року закінчив місцеву школу та вступив до морехідного училища. Проходив службу в лавах Збройних Сил СРСР. Після служби працював у міліції. Згодом із дружиною Любов'ю Іванівною працював у Києві на будівництві. Проживав у Печерському районі столиці. Після важкої травми дружини (перелом хребта) зайнявся її опікою, залишивши квартиру в Києві дітям та переїхавши до Миколаївської області.
У серпні 2014 був мобілізований до лав 30-ї окремої механізованої бригади ЗСУ в званні «сержант». Про те, що рушив на фронт, повідомив рідним уже з потяга. З осені 2014 року брав участь у антитерористичній операції на сході України, учасник боїв за Дебальцеве.
У січні 2015 ботримав короткотривалу відпустку, після чого повернувся до частини. 18 лютого 2015 загинув під час виходу українських військ із Дебальцевого — уночі терористи оточили пост і обстріляли. Буднікову відірвало ногу й руку. Евакуаційний автомобіль обстріляв снайпер.
Без Анатолія залишились дружина та діти. Дружина після смерті чоловіка знайшла в собі сили опікуватися ветеранами війни.
Похований у Києві на Берковецькому цвинтарі.

## Відзнаки та нагороди
- Орден «За мужність» III ст. (13 серпня 2015) — за особисту мужність і героїзм, виявлені у захисті державного суверенітету та територіальної цілісності України, вірність військовій присязі під час російсько-української війни[3].
- 11 вересня 2015 року у Великомечетнянській середній школі, де навчався Анатолій Будніков, було відкрито меморіальну дошку на честь загиблого[4].